# Letališče Ptuj

Letališče Ptuj  je športno in turistično letališče, ki se nahaja severno od Moškanjcev blizu Ptuja.

## sklici
1. ↑  »Ministry of Transport of the Republic of Slovenia, list of airports«. Arhivirano iz prvotnega spletišča dne 28. februarja 2010. Pridobljeno 2. junija 2010.